# Yamato Gunkei
Yamato Gunkei, oder auch kurz Yamato, ist eine in Mitteljapan erzüchtete Haushuhnrasse. Sie ist weltweit nur in geringer Stückzahl verbreitet. Yamatos sind tiefe und breite Kampfhühner mit einer sehr knappen Befiederung. Auf dem breiten und fleischigen Kopf sitzt ein Walnusskamm. Die Tiere haben eine ausgeprägte Kehlwamme.
Yamatos wachsen nur langsam heran und haben als reine Zierhühner keine wirtschaftliche Bedeutung.
Es existiert keine Zwergform.